# Ambulas jezik
Ambulas jezik (abulas, abelam; ISO 639-3: abt), jedan od dvanaest ndu jezika šire skupine srednjosepičkih jezika, porodica sepik-ramu, kojim se služi 44 000 (1991 SIL) pripadnika plemena Abelam, naseljenih u provinciji East Sepik, Papua Nova Gvineja.
Postoji nekoliko dijalekata: maprik (9 000; 1991 SIL); wingei (8 000; 1991 SIL); i 27 000 wosera-kamu i wosera-mamu (1991 SIL).

## Vanjske poveznice
- Ethnologue (14th)
- Ethnologue (15th)